# Christian von Boetticher
Christian Ulrik von Boetticher (Hannover, 24 december 1970) is een CDU-politicus afkomstig uit de Duitse deelstaat Sleeswijk-Holstein.

## Biografie
Von Boetticher is een doctor in het publiek- en grondwettelijk recht, een graad die hij behaalde aan de Universiteit van Hamburg. In 1987 sloot hij zich aan bij de Junge Union, de jongerenorganisatie van de christendemocratische CDU, en een jaar later werd hij officieel lid van de partij.
Nadat hij in Pinneberg enkele jaren politiek actief was geweest op lokaal niveau, werd Von Boetticher bij de Europese verkiezingen van 1999 verkozen als lid van het Europees Parlement. Hij diende hierin één termijn tot 2004. Vervolgens keerde hij terug naar Noord-Duitsland om zich te gaan concentreren op de politiek van Sleeswijk-Holstein. Hij werd er in 2005 minister van Landbouw en Milieu in de deelstaatregering van partijgenoot Peter Harry Carstensen. Na de val van deze regering in 2009 was hij tevens enkele maanden vice-minister-president en minister van Sociale Zaken en Volksgezondheid. 
Na de vervroegde deelstaatverkiezingen van september 2009 werd Von Boetticher verkozen tot fractieleider van de CDU in de Landdag van Sleeswijk-Holstein. Tevens werd hij in 2010 CDU-voorzitter in de deelstaat. In augustus 2011 trad hij echter uit beide functies terug omwille van een liefdesaffaire. De vrijgezelle politicus had eerder een verhouding met een 16-jarig meisje gehad, die wel legaal maar moreel niet te verdedigen was. Von Boetticher, die bij de deelstaatverkiezingen van 2012 aan zou treden als lijsttrekker en gezien werd als de gedoodverfde opvolger van toenmalig minister-president Carstensen, bleef nog tot juni 2012 actief als parlementslid. Hij werd als partijleider opgevolgd door Jost de Jager.

## Overzicht van politieke functies
- Afgevaardigde in het district Pinneberg (1994–1999)
- Gemeenteraadslid van de gemeente Appen (1998–1999)
- Lid van het Europees Parlement (1999–2004)
- Minister van Landbouw en Milieu in de regering van Sleeswijk-Holstein (2005–2009)
- Minister van Sociale Zaken en Volksgezondheid in de regering van Sleeswijk-Holstein (2009)
- Vice-minister-president van Sleeswijk-Holstein (2009)
- Afgevaardigde en fractieleider in de Landdag van Sleeswijk-Holstein (2009–2011)
- Voorzitter van de CDU in Sleeswijk-Holstein (2010–2011)